# Те же и Скунс
«Те же и Скунс» — книга, написанная в соавторстве Марией Семёновой и Еленой Милковой. Произведение отнесли к детективному жанру, но сама автор называет его «современной, нежной, щемящей, акварельно-трогательной сказкой». Роман положил начало циклу книг, посвящённых деятельности международного киллера по прозвищу «Скунс» и работе сотрудников охранного предприятия «Эгида плюс».

## Сюжет
В Ленинграде в середине восьмидесятых годов встречаются два одиноких человека: библиотекарь Кира и геолог Костя. Роман развивается достаточно быстро. После первой совместной ночи Костя отправляется в командировку в Анголу. Перед отъездом он оставляет Кире два обручальных кольца, просит возможного ребенка назвать Станиславом или Станиславой в память о друге. Через несколько месяцев беременная Кира, разыскивая Костю, приходит по единственному известному ей адресу и узнаёт, что он погиб в экспедиции при столкновении с бандитами.
Примерно через тринадцать лет в среде преступников и органов государственной безопасности появляется информация, что в Санкт-Петербург прибывает международный элитный киллер по кличке «Скунс». О нём точно неизвестно практически ничего, кроме того, что он не делает ошибок и не оставляет следов. Предположительно, он выходец из СССР. Все, кто его видел, либо мертвы, либо сообщают, что не видели его лица. Службе по неконституционному искоренению особо одиозных личностей в преступном и деловом мире, скрывающейся под маской непритязательного охранного предприятия «Эгида-плюс», даны указания вычислить Скунса и по возможности уничтожить.
В дом к Кире приходит молодой, но совершенно седой человек с букетом цветов и узнаёт от её старой знакомой тети Фиры, что Кира погибла 5 лет назад при уличном ограблении, не захотев отдать обручальные кольца. Он представляется Алексеем Снегирёвым и снимает у тети Фиры комнату в коммунальной квартире. Алексей узнаёт, что у Киры осталась дочь Станислава, которую взяли под опеку друзья семьи. Алексей и есть тот самый легендарный «Скунс» (поседел после многомесячных пыток).
Между «Скунсом» (бывшим оперативником КГБ СССР под псевдонимом «Горчичник») и «Эгидой» есть две связи. Первая — Антон Меньшов, владелец компьютерной фирмы «Василёк» — он же «Бешеный Огурец», боевой товарищ и друг, давший ему то имя (скорее всего под "скунсом" имеется в виду его дальний родственник "медоед" - обитающий в Африке представитель семейства куньих, отличающийся силой, ловкостью, выносливостью и бесстрашием, а потому и не имеющих естественных врагов; скунсовые обитают на территории Америки, на вершине пищевой цепочки не находятся, охотятся на грызунов и насекомых, являются объектом охоты более крупных хищников, которые устойчивы к резким запахам; у геолога Кости были пепельно-русые волосы и у медоеда шерсть на спине имеет пепельно-серый оттенок), под которым Снегирёва знают, как киллера мирового класса. Но кроме дружбы и боевого братства есть в ней и кое-что ещё, заставляющее Антона опасаться появления «Скунса» в своей новой жизни. Вторая — командир группы захвата «Эгиды» майор госбезопасности Александр Лоскутков, который для Скунса остался «салажонком», «вчерашним детдомовцем».
Судьбы героев переплетаются причудливым клубком. Повествование затрагивает многих: от представителей криминального мира до простых обывателей, жителей коммунальной квартиры на Кирочной улице и опекунов Стаськи, дочери Алексея. Кто-то в тяжелой борьбе добивается своей цели, а кто-то находит лишь смерть. А Сергею Плещееву, руководителю «Эгиды», приходится задуматься над вопросом: а надо ли уничтожать Скунса?

## Продолжение
Сюжетные линии романа находят своё продолжение в книге «Те же и Скунс 2».
Так же Скунс и работники «Эгиды плюс» появляются в романах:
- Ошибка президента // Автор: Фридрих Незнанский
- Оборотень // Автор: Фридрих Незнанский
- Заказ // Авторы: Мария Семенова, Константин Кульчицкий
- Магия успеха // Автор: Феликс Разумовский (псевдоним Евгения Александровича Рубежова)
- Окольцованные злом // Автор: Феликс Разумовский (псевдоним Евгения Александровича Рубежова)
- Преступление без срока давности // Автор: Феликс Разумовский (псевдоним Евгения Александровича Рубежова)
- Трилогия Год Людоеда // Автор: Пётр Кожевников
  - Детская тема
  - Игры олигархов
  - Время стрелять
- Вкус крови // Автор: Елена Милкова
- Дядя Лёша // Автор: Елена Милкова
- Охота на Скунса  // Авторы: Елена Милкова, Валерий Воскобойников
- Опасайтесь бешеного пса // Авторы: Елена Милкова, Валерий Воскобойников
- Татуировка // Авторы: Елена Милкова, Валерий Воскобойников

## Прочее
- В тексте содержатся стихи Марии Семёновой и Алексея Шевченко. По сюжету их авторство приписывается либо Станиславе, дочери Алексея, либо группе «Сплошь в синяках», либо их (частушки) исполняет Кефирыч (Семён Фаульгабер).
- Много внимания уделено темам восточных единоборств, верховой езды, собаководства, а также людского безразличия.
- Возможно, прототипом «Скунса» был киллер Александр Солоник, хотя никаких документальных подтверждений этой версии нет. В частности, в конце второй книги, Александр Солоник приводится в качестве примера.